# Kibatalia merrilliana
Espèce
Statut de conservation UICN

 EN  : En danger
Kibatalia merrilliana est une espèce de plantes à fleurs de la famille des Apocynaceae trouvée aux Philippines.

## Publication originale
- Philippine Journal of Science 60: 225. 1936.